# 徳島県道172号羽ノ浦停車場線
徳島県道172号羽ノ浦停車場線（とくしまけんどう172ごう はのうらていしゃじょうせん）は、徳島県阿南市を通る一般県道である。

## 概要
JR四国牟岐線羽ノ浦駅前を起点として、徳島県道274号坂野羽ノ浦線の交点を折れ曲がり徳島県道130号大林津乃峰線の交点へ至る。徳島県道274号坂野羽ノ浦線の交点から終点までは2車線の道である。

### 路線データ
- 起点：徳島県阿南市羽ノ浦町宮倉羽ノ浦居内（JR四国牟岐線 羽ノ浦駅前）
- 終点：徳島県阿南市羽ノ浦町宮倉芝生（徳島県道130号大林津乃峰線の交点）
- 距離：0.581 km[1]

## 歴史
- 1920年（大正9年）4月16日 - 徳島県道羽ノ浦停車場線として初認定。
- 1972年（昭和47年）3月10日 - 現在の徳島県道172号として再認定。現在に至る。

## 地理

### 通過する自治体
- 徳島県
  - 阿南市

### 交差する道路
| 交差する道路              | 交差する場所     | 交差する場所 |
| ------------------------- | ---------------- | ------------ |
| 徳島県道274号坂野羽ノ浦線 | 羽ノ浦町中庄市   |              |
| 徳島県道130号大林津乃峰線 | 羽ノ浦町宮倉芝生 | 終点         |

### 沿線
- JR四国牟岐線 羽ノ浦駅
- 阿波銀行羽ノ浦支店